# Franz Gady
Franz Gady jr. (* 31. Oktober 1937; † 10. Juli 2015) war ein österreichischer Unternehmer, Präsident der Wirtschaftskammer Steiermark sowie Ehrenpräsident des Grazer Fußballvereins SK Sturm Graz.

## Leben

### Als Unternehmer
Der 1937 geborene Franz Gady jr. übernahm 1958 gemeinsam mit seinem jüngeren Bruder Gerhard die Franz Gady GmbH, das väterliche Unternehmen für Landmaschinen- und Fahrradhandel. Er forcierte den Fahrzeughandel und -service und baute nach und nach das 1936 gegründete Unternehmen aus.
Nach seiner Tätigkeit als Sektionsobmann der Gruppe Handel war er von April 1990 bis Juni 1996 Präsident der Wirtschaftskammer Steiermark.
Der letzte Weg des verstorbenen Kommerzialrats führte vom Stammsitz der Unternehmensgruppe zur feierlichen Verabschiedung in die Pfarrkirche Lebring-St. Margarethen und wurde von einem langen Trauerzug begleitet. Neben Familienangehörigen, Mitarbeitern, Freunden und sonstigen Wegbegleitern von Vereinen und Körperschaften nahmen auch zahlreiche Prominente an dem Zug teil, darunter ORF-Reporter Robert Seeger, ex-Fußballer Andy Pichler oder frühere Sturm-Präsidenten wie Charly Temmel.

### Als Fußballfunktionär
Neben seiner Tätigkeit im Familienunternehmen war Gady auch beim Grazer Fußballverein SK Sturm Graz tätig, zunächst zwischen 1972 und 1976 als Vizepräsident. Nach dem plötzlichen Tod seines Freundes Hans Gert, der Gady in den Sturm-Vorstand holte, übernahm er von 1976 bis 1983 von Gert den Posten des Präsidenten des SK Sturm. Im Oktober 1983, als er von Helmut Braunegger abgelöst wurde, ernannte man ihn zum Ehrenpräsidenten des SK Sturm auf Lebenszeit. Bis zu seinem Tod war er im Vorstand des Klubs vertreten. In seine Präsidentenzeit fiel der abgeschlossene (damals sensationelle) Hauptsponsorenvertrag mit der Raiffeisen-Landesbank Steiermark. Ebenso gelang ihm 1982 die Rückkehr vom Bundesstadion Liebenau in die altehrwürdige Gruabn.